# Pleuridium arnoldii
Pleuridium arnoldii är en bladmossart som beskrevs av Jean Édouard Gabriel Narcisse Paris 1898. Pleuridium arnoldii ingår i släktet sylmossor, och familjen Ditrichaceae. Inga underarter finns listade i Catalogue of Life.